# Jaguar!
Pour les articles homonymes, voir Jaguar (homonymie).
Jaguar! sont des montagnes russes assises du parc Knott's Berry Farm, situé à Buena Park, en Californie, aux États-Unis.

## Le circuit
Le circuit débute avec une première montée, suivi de quelques virages et d'un passage dans le looping de Montezooma's Revenge. Le train aborde ensuite une deuxième montée avant de passer en dessous du Silver Bullet et de frôler la montagne du Log Ride. Le train freine pour retourner à la station. Le parcours n'est fait qu'une seule fois.

## Statistiques
- Capacité théorique : 1800 passagers par heure.
- Éléments : Lift hill à roues de friction de 19,8 mètres de haut et première descente de 13,7 mètres inclinée à 20°.
- Trains : 2 trains de 15 wagons, les passagers sont placés par deux sur une seule rangée pour un total de 30 passagers.
- L'attraction avait à la base des poteaux beige et des rails marrons, Jaguar! a été repeint tel que les rails soient rouges et les poteaux bleus.